# ماریا تاکاگی
ماریا تاکاگی (انگلیسی: Maria Takagi؛ زاده ۲۵ اکتبر ۱۹۷۸) یک بازیگر پورنوگرافی اهل ژاپن است.